# نمازلار
نمازلار (به لاتین: Namazlar) یک منطقه مسکونی در جمهوری آذربایجان است که در شهرستان تووز واقع شده است.